# كريس هاني
كريس هاني هو شخصية أعمال وصحفي كندي، ولد في 9 أغسطس 1950 في ويلاند في كندا، وتوفي في 31 مايو 2010.